# Sacha Perry
Sacha Perry, né le 1er mai 1970, est un pianiste de jazz, compositeur et pédagogue américain:37.

## Éducation et carrière
Sacha Perry est un interprète des styles bebop et hard bop, qu'il a appris en tant que protégé de Barry Harris et Frank Hewitt. Perry perpétue les traditions de Bud Powell, Elmo Hope, Thelonious Monk et Herbie Nichols en particulier. Perry apparaît régulièrement au Smalls Jazz Club de New York, dont le label sort ses albums mettant en scène ses compositions. Il a travaillé en étroite collaboration avec Aaron Johnson, Teddy Charles et Bob Mover, entre autres musiciens de jazz.

### En tant que professeur
Sacha Perry a enseigné le piano à Jazz Futures à Nicosie et à New York.

## Discographie

### En tant que chef
- Eretics (Smalls, 2005)[4],[5]
- Not Brand X (Smalls, 2007)[6][n 1]
- Third Time Around (Smalls, 2007)[2]

### En tant qu'accompagnateur
- Chris Byars, Photos in Black, White and Gray (Smalls, 2007)[7]
- Zaid Nasser, Escape from New York (Smalls, 2007)
- Zaid Nasser, Off Minor (Smalls, 2008)